# Magura (Beskid Śląski)
Magura (1109 m n.p.m.) – góra w Paśmie Klimczoka i Szyndzielni w Beskidzie Śląskim.
Znajduje się w bocznym, wschodnim ramieniu Klimczoka. Jej grzbietem biegnie granica między Szczyrkiem i Bystrą w województwie śląskim, w powiecie bielskim. Stoki północne tworzą dolinę Białki, południowe Potoku Wilczego i Żylicy, we wschodnie wcinają się dolinki potoków Mesznianka i Mesznianka Druga.
Magura to wydłużona i spłaszczona kulminacja, w większości porośnięta lasem. Południowe stoki Magury, należące administracyjnie do Szczyrku, są zagospodarowane i zamieszkałe, natomiast stoki północne pokryte są niezagospodarowanymi lasami.
Na zachodnim stoku Magury, nad przełęczą Kowiorek oddzielającą Magurę od Klimczoka, znajduje się schronisko PTTK Klimczok. Dzieje schroniska sięgają XIX w., wtedy to baron Klobus z Łodygowic wybudował w tym miejscu domek myśliwski z pomieszczeniami dla turystów. Nazwał go na cześć swojej żony Klementyny – „Klementynówką”. Budynek płonął kilka razy, obecny budynek pochodzi z 1914 r. W latach 30. XX w. schronisko przejęła niemiecka organizacja Beskidenverein. W czasie wojny w schronisku rezydował Wehrmacht. Schronisko przetrwało wojnę i w 1945 r. zostało przejęte przez oddział PTT. W latach 60. XX w. budynek przeszedł gruntowną modernizację, dobudowano m.in. werandę. Później obok schroniska zainstalowano basen kąpielowy i miejsce na ognisko. Nieco powyżej schroniska, w niewielkim drewnianym budynku, znajduje się stacja GOPR.
Po drugiej stronie Magury można odnaleźć w lesie resztki murowanego basenu kąpielowego. Basen wybudował w latach 30. XX w. wyżej wymieniony dzierżawca Girsig. Tuż przed wojną rozpoczął on również budowę schroniska turystycznego „Magura-Kąpielisko”, które w czasie wojny prowadziła jego córka. W 1945 wojska radzieckie ostrzelały zbocza Magury, pociski trafiły w budynek schroniska, który doszczętnie spłonął. W pierwszej dekadzie XXI w. całą ruinę porastał wysoki świerkowy las.

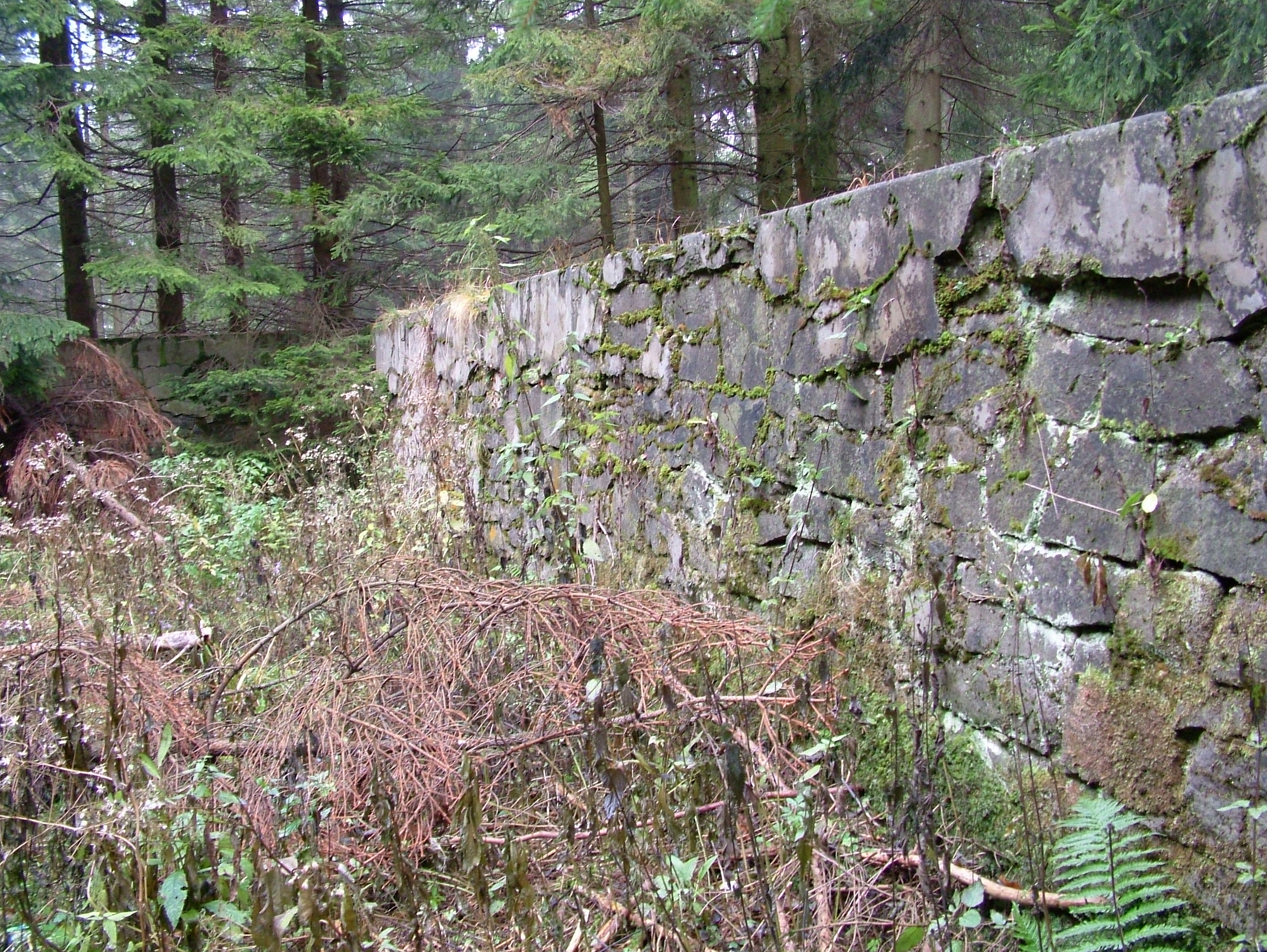
Ruiny basenu kąpielowego na Magurze
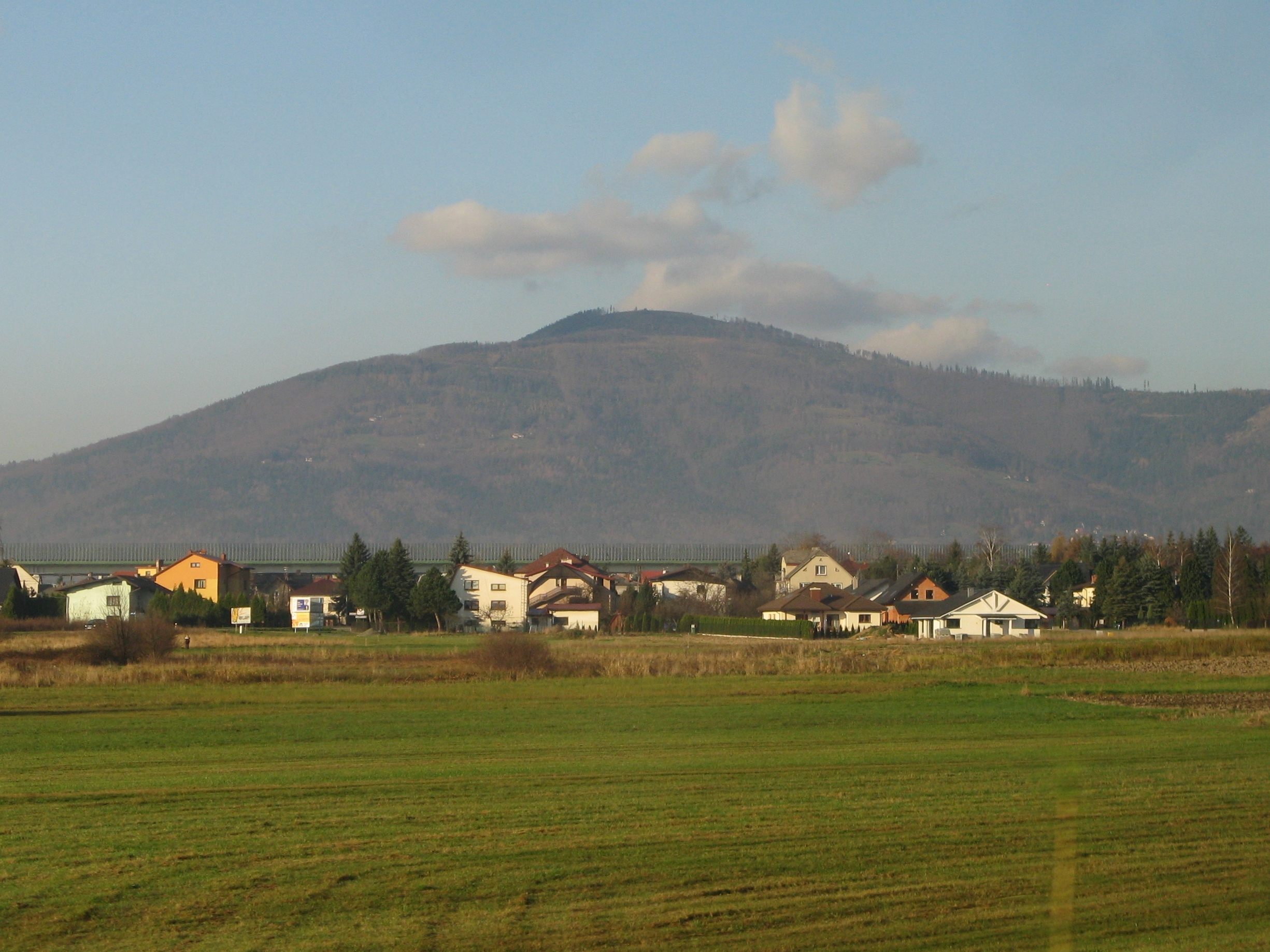
Magura widziana z Łodygowic (2018)
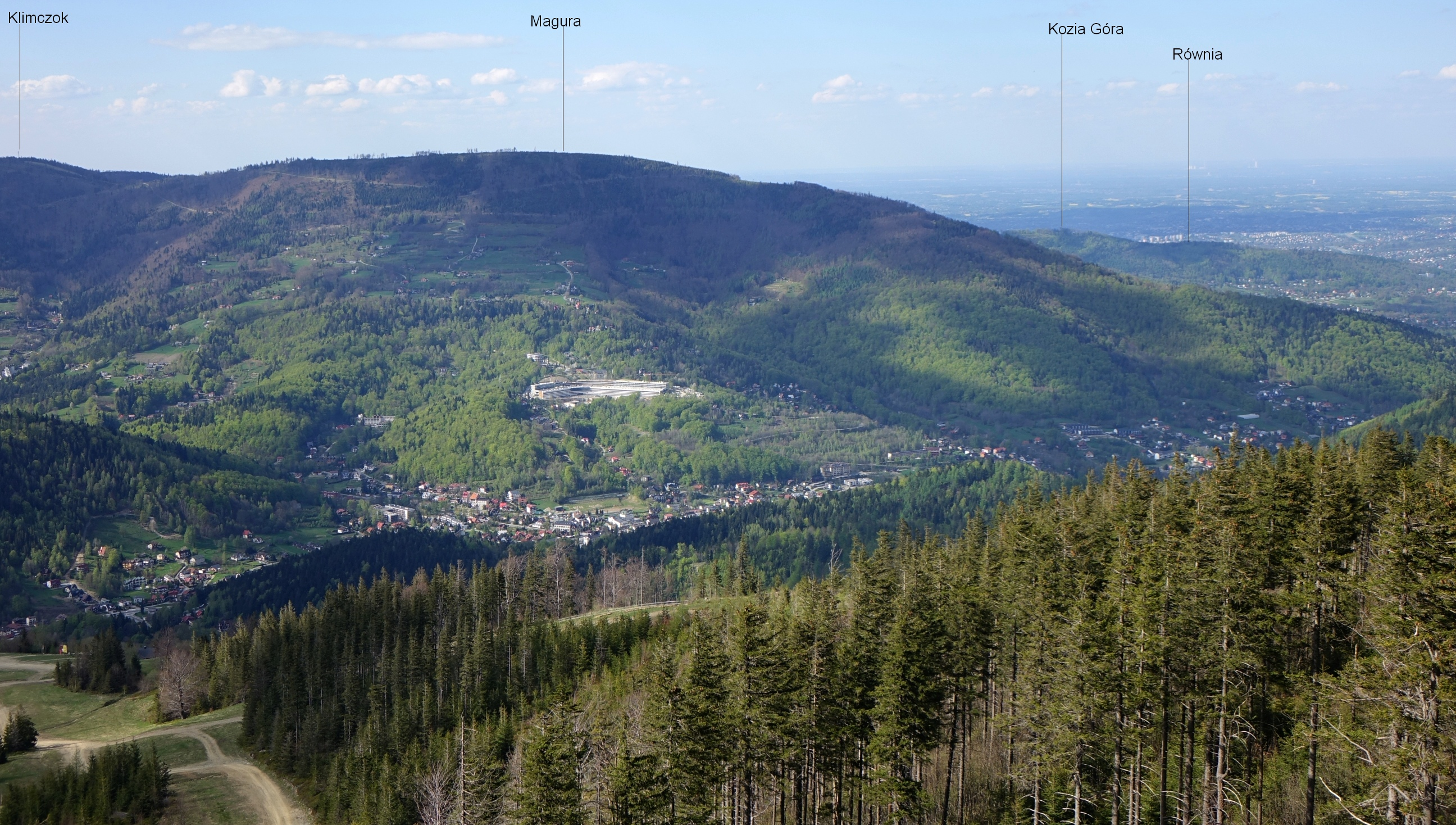
Widok ze Skrzycznego